# Ab equinis pedibus procul recede
Ab equinis pedibus procul recede es un dicho latino que se inserta en el género didascálico agrario. Literalmente significa: "Mantente lejos de los pies de los caballos", es decir, cuídate de mantener la distancia necesaria con los equinos. En sentido lato puede ser usado para aconsejar prudencia con personas de carácter impulsivo o propensas a reacciones incontrolables, o, en general, para cada situación insidiosa de apariencia tranquila. 
Correspondientes en otras lenguas son estos dichos: 
InglésTrust Not a Horse's Heel, Nor a Dog's Tooth.
EspañolDel superior y del mulo, cuanto más lejos más seguro.
SicilianoCavaddi, ciucci y muli: siete parmi luntanu a ra lu culu.

## Curiosidades
En torno al año 2000, este dicho latino se asoció en Italia con otro proverbio italiano sobre los caballos: También el que cayó del caballo dijo que quería bajar. El equívoco tuvo gran difusión en red.